# Eudorylas flexus
Eudorylas flexus är en tvåvingeart som först beskrevs av Hardy 1949.  Eudorylas flexus ingår i släktet Eudorylas och familjen ögonflugor.
Artens utbredningsområde är Namibia. Inga underarter finns listade i Catalogue of Life.